# TT A2
La tombe thébaine TT A2 est située à Dra Abou el-Naga, dans la nécropole thébaine, sur la rive ouest du Nil, face à Louxor en Égypte.
C'est une tombe appelée « Tombe des danseurs », datant probablement de la XVIIe dynastie.